# Saccodon
Saccodon is een geslacht van straalvinnige vissen uit de familie van de rotszalmen (Parodontidae).

## Soorten
- Saccodon dariensis (Meek & Hildebrand, 1913)
- Saccodon terminalis (Eigenmann & Henn, 1914)
- Saccodon wagneri Kner, 1863